# Palagano

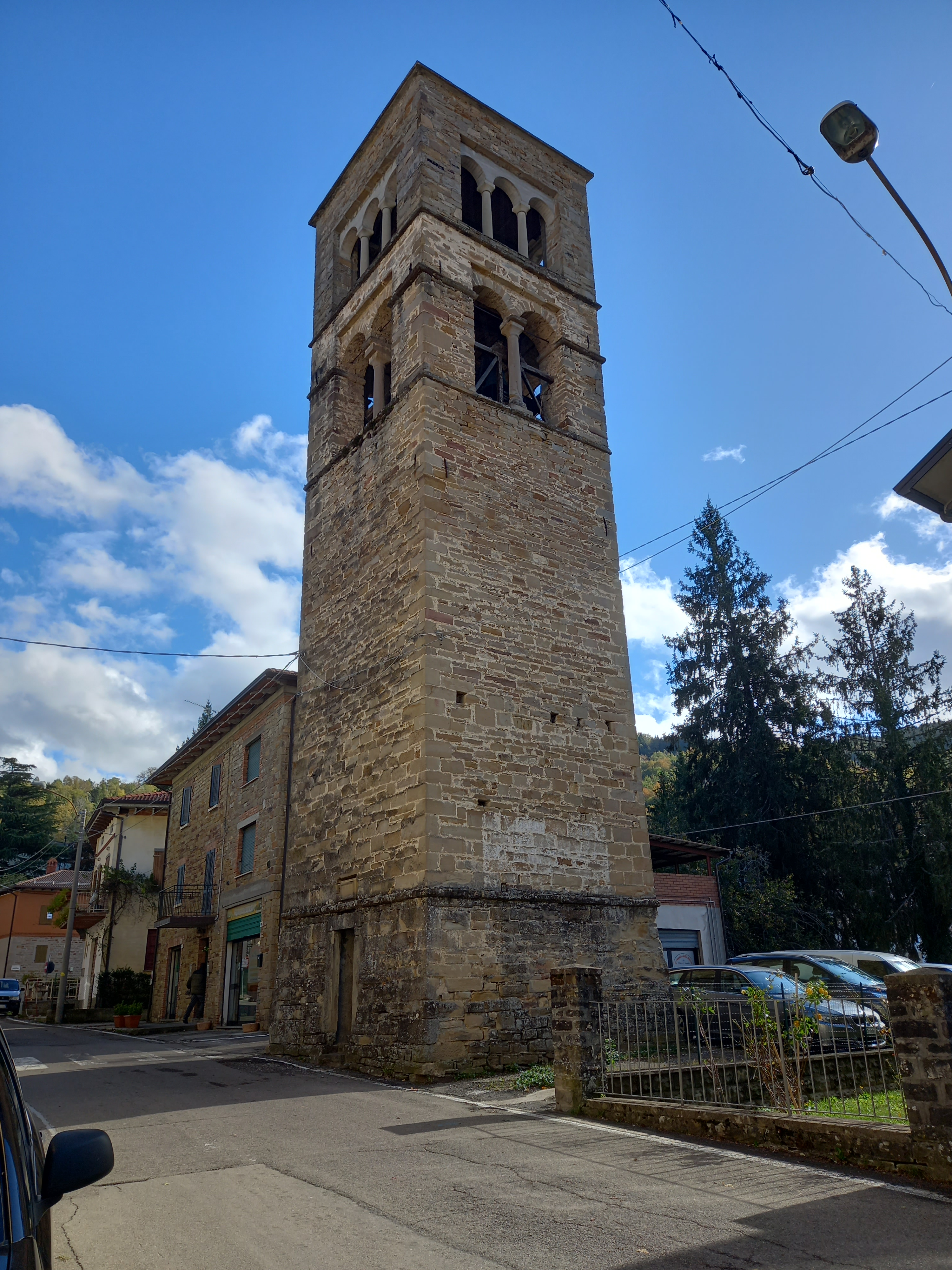

Palagano ist eine italienische Gemeinde (comune) mit 2030 Einwohnern (Stand 31. Dezember 2023) in der Provinz Modena in der Emilia-Romagna. Die Gemeinde liegt etwa 42 Kilometer südsüdwestlich von Modena und grenzt unmittelbar an die Provinz Reggio Emilia. Palagano ist Teil der Unione di Comuni Montani Valli Dolo, Dragone e Secchia. Hier fließt der Dragone in die Secchia.

## Geschichte
Im Zweiten Weltkrieg verübte die Wehrmacht am 18. März 1944 in Monchio, einer Fraktion der Gemeinde Palagano, das Massaker von Monchio, bei dem zahlreiche unschuldige Zivilisten erschossen wurden.

## Gemeindepartnerschaft
- Carqueiranne, Département Var